# Катастрофа Ил-18 в Алма-Ате (1966)
Катастрофа Ил-18 в Алма-Ате в 1966 году — авиационная катастрофа, произошедшая в утро вторника 22 ноября 1966 года в аэропорту Алма-Аты. Авиалайнер Ил-18Б Алма-Атинского ОАО предприятия «Аэрофлот» начал выполнять регулярный пассажирский рейс Х-19 по маршруту Алма-Ата — Семипалатинск — Омск — Москва, но при взлёте из Алма-Атинского аэропорта у лайнера отказал двигатель №3 (внутренний правый) . Возник разворачивающий момент, который развернул лайнер, после чего он врезался в бугор, рухнул в реку и раскололся на две части. Из находившихся на его борту 68 человее — 60 пассажиров и 8 членов экипажа, погибли трое, выжили 65.

## Самолёт
Ил-18Б с бортовым номером 75665 (заводской — 188000704, серийный — 007-04) был выпущен заводом ММЗ «Знамя Труда» 23 декабря 1958 года и имел салон на 95 пассажиров. Его передали Главному управлению гражданского воздушного флота, которое 8 января 1959 года направило самолёт во Внуковский авиаотряд Московского территориального управления гражданского воздушного флота. 30 января 1961 года борт 75665 был уже передан в Алма-Атинский авиаотряд Казахского Управления Гражданской Авиации. Всего на момент катастрофы авиалайнер имел 8407 часов налёта и 4440 посадок.

## Экипаж
Ил-18 пилотировал экипаж из 240-го лётного отряда, в состав которого входил:
Командир воздушного судна (КВС) — Александр Григорьевич Ломов
Второй пилот — Пётр Яковлевич Пушкин
Штурман — Александр Иванович Павлов
Бортмеханик — Александр Александрович Глазков
Бортрадист — Владимир Васильевич Рыжковский
В салоне авиалайнера работали три бортпроводника:
Иван Маркович Акамаев
Валентина Васильевна Варыгина
Надежда Дмитриевна Диденко

## Хронология событий
В тот день небо над Алма-Атой было затянуто кучево-дождевыми облаками, шёл мокрый снег, и стояла дымка. Взлётно-посадочная полоса была покрыта талым снегом слоем около 1—3 сантиметров, и вскоре с командиром авиаотряда связался инженер ЛЭРМ, который передал, что при взлёте самолётов наблюдается большое количество брызг, которые угрожали попасть в двигатели. Тогда командир авиаотряда принял решение выпустить уже два подготовленных самолёта Ил-18 (СССР-75882 и СССР-75665), после чего приступить к очистке полосы. Первым был борт СССР-75882, который взлетел без замечаний.
Следом должен был взлетать рейс Х-19, который в данный день выполнял Ил-18Б борт СССР-75665, летящий из Алма-Аты в Семипалатинск, а далее рейс 102 из Семипалатинска в Москву с промежуточной остановкой в Омске. Всего на борту находились 68 человек: 60 пассажиров (при пассажировместимости на 95 мест) и 8 членов экипажа.

### Катастрофа
В 10:35 экипаж доложил о готовности к взлету по курсу 50°. После получения разрешения в 10:36 был начат разгон, когда в его процессе произошло выключение двигателя № 3 (внутренний правый), а воздушный винт зафлюгировался, но экипаж этого не определил. Пробежав по полосе 150 метров по прямой, самолёт из-за возникшего дисбаланса тяги отклонился вправо под углом 1—2°. Ещё через 400 метров на скорости 160 км/ч правая тележка сошла на грунт, при этом самолёт отклонился от курса взлёта уже на 7°. Но при выкатывании самолёта на грунт командир принял решение не прерывать взлёт. При этом он не знал о том, что один из винтов на правом крыле зафлюгирован, то есть тяга упала на четверть. Носовая стойка была оторвана от земли, когда Ил-18 на трёх двигателях продолжал разгоняться по траве, покрытой 7-сантиметровым слоем снега.
Командир экипажа знал, что впереди расположен овраг, поэтому на скорости 180 км/ч он потянул штурвал на себя до предела, надеясь оторвать самолёт от земли. Но вместо этого из-за недостаточной скорости в 704 метрах от точки схода и в 102 метрах правее полосы авиалайнер ударился хвостовой частью о бугор высотой 0,7 метра, при этом конструкция фюзеляжа не выдержала удара, и хвост отделился. Ил-18 перелетел небольшую речку и двигателем № 4 (правый) и передней и правой стойками шасси врезался в её берег, при этом носовая стойка сломалась. Далее самолёт врезался в бугор, сломал часть правой плоскости с обоими правыми двигателями и правой стойкой шасси, после чего, наконец, остановился в 127 метрах в стороне от ВПП и в 1400 метрах от начала разгона. На месте катастрофы возник небольшой пожар. Всего погибли 1 пассажир и бортрадист Рыжковский , а все остальные получили травмы различной степени тяжести. Позже от полученных ранений в больнице скончался второй пилот Пушкин.

## Причины
Согласно выводам комиссии непосредственной причиной катастрофы стало уклонение самолёта на разбеге в результате выключения двигателя № 3 и флюгирования его воздушного винта в условиях ВПП, покрытой мокрым снегом. Помимо этого, к катастрофе привели:
1. Недооценка сложности условий взлёта при принятии решения о выпуске самолётов в условиях ограниченной видимости.
2. Неправильное принятие решения КВС на продолжение взлёта при уклонении самолёта с ВПП на скорости меньше скорости отрыва.
3. Отсутствие доклада бортмеханика о флюгировании винта.

Наиболее вероятной причиной выключения двигателя № 3 было названо попадание мокрого снега и воды с ВПП от колёс передней опоры шасси в воздушный тракт двигателя при разбеге авиалайнера.